# Rumina decollata
Rumina decollata, comummente conhecida como caracol-de-topo-cortado, é uma espécie de gastrópode  da família Subulinidae, classificada por Linnaeus em 1758. Originalmente habitando a região europeia da orla do Mar Mediterrâneo, norte da África e Próximo Oriente, este caracol terrestre tornou-se numa espécie invasora na América e Extremo Oriente.

## Descrição e hábitos
A concha de Rumina decollata atinge de 2.5 a 3.5 centímetros de comprimento, mais raramente podendo chegar a 4.5 cm. Uma de suas principais características é o fato de que, em indivíduos adultos, o ápice da concha se apresenta truncado, com o truncamento apical fechado por uma placa, o que acabou lhe gerando a denominação decollata (degolada). Após a maturação, os exemplares adultos quebram intencionalmente a ponta (protoconcha), deixando-a com uma extremidade rombuda. Há geralmente 4 a 7 voltas em espécimes adultos e um adicional de 3 a 4 voltas em juvenís.
Conchas em indivíduos vivos apresentam coloração acastanhada e brilhante, conchas vazias apresentam coloração branca. O animal é relativamente curto, esbranquiçado e com pigmentos escuros sob o corpo, exceto em suas ranhuras; ocasionalmente enegrecido, cinzento ou marrom esverdeado. Tentáculos superiores (antenas) de sua cabeça longos, cinzentos e ligeiramente transparentes; tentáculos inferiores muito curtos.
Possui hábitos noturnos e se mantém enterrado durante o dia, hibernando sob folhas decompostas e rochas em baixas temperaturas de inverno e em condições de estiagem. É espécie onívora, sendo considerada predadora de outros caracóis e lesmas. Embora prefira se alimentar disto e de matéria orgânica, também podem comer mudas, pequenas plantas e flores, se os alimentos preferidos não estiverem disponíveis. Na Europa, muitas vezes habita ambientes secos e abertos. No norte seco da África habita regiões até 5 a 10 quilômetros distantes da costa, excepcionalmente até 80 quilômetros ou mais, mas com padrões de distribuição mais isolados ao sul. Se enterram até 10 cm de profundidade no interior do solo, em tais regiões. Não é muito frequente em substrato arenoso e argiloso, sendo que a terra vegetal apresenta características mais favoráveis à sua reprodução, com uma maior produção de ovos.

## Distribuição geográfica
Rumina decollata apresenta ampla distribuição geográfica, desde o nível do mar até os 2.000 metros de altitude, sendo uma espécie invasora na América e Extremo Oriente e originalmente habitando a região europeia em torno ao Mar Mediterrâneo (Portugal, Espanha, França, Itália, Grécia e Malta, sendo rara na Bulgária). Na região chamada Macaronésia ela foi introduzida em Açores, Madeira e Cabo Verde, também habitando o norte da África, entre o Egito e Marrocos, e o oeste da Ásia (Israel, Turquia, Chipre).
Relatos informam a presença desta espécie na região sul dos Estados Unidos, onde foi introduzida nas costas do Atlântico, no Golfo e Pacífico. Na Virgínia, os espécimes são reportados apenas em Norfolk; ou em Charleston, Carolina do Sul, no fim do século XIX, e na Califórnia, durante a década de 1970, por sua caça ao molusco da espécie Helix aspersa; também ocorrendo no México, Cuba, Bermudas e em toda a América do Sul, aparecendo na Argentina a partir do ano de 1988 na província de Buenos Aires. No Extremo Oriente da Ásia, foi detectada na China e Japão.
No Brasil esta espécie foi relatada nos estados de São Paulo (CONSEMA, 2009), Santa Catarina (AGUDO-PADRON, 2008), Rio Grande do Sul (AGUDO-PADRON, 2009) e Paraná. Foi averiguada em 2013 sua presença em Minas Gerais, na cidade de Passos. É comumente encontrada nos jardins e parques de grandes metrópoles.[carece de fontes?]

## Subespécies
Devido a ampla variabilidade de suas conchas, Rumina decollata apresenta separação por subespécies ou formas, tais como Rumina decollata maxima (na imagem), Rumina decollata saharica e Rumina decollata gracilis. Um estudo afirma que o gênero Rumina está representado em toda a região mediterrânea, até agora, apenas por uma única espécie, R. decollata (Linnaeus, 1758), com vários taxa de classificação mais baixa. Infelizmente, nenhum estudo sistemático fora realizado até agora para elucidar o estado dos diversos taxa dentro deste gênero. Portanto, problemas taxonômicos e de nomenclatura existem (BANK & GITTENBERGER, 1993).

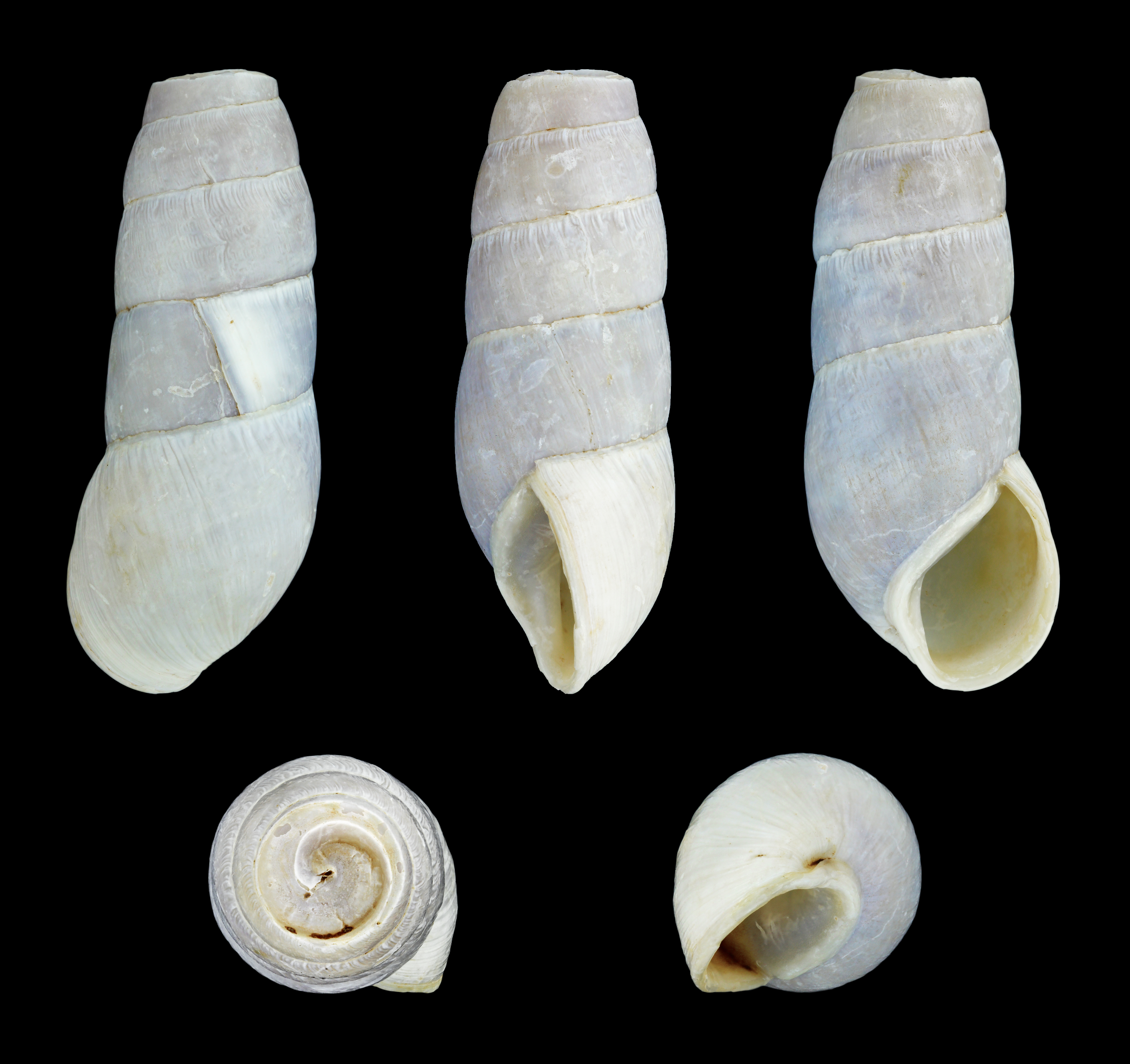
R. decollata ssp. maxima